# جریان مستقیم ولتاژ بالا

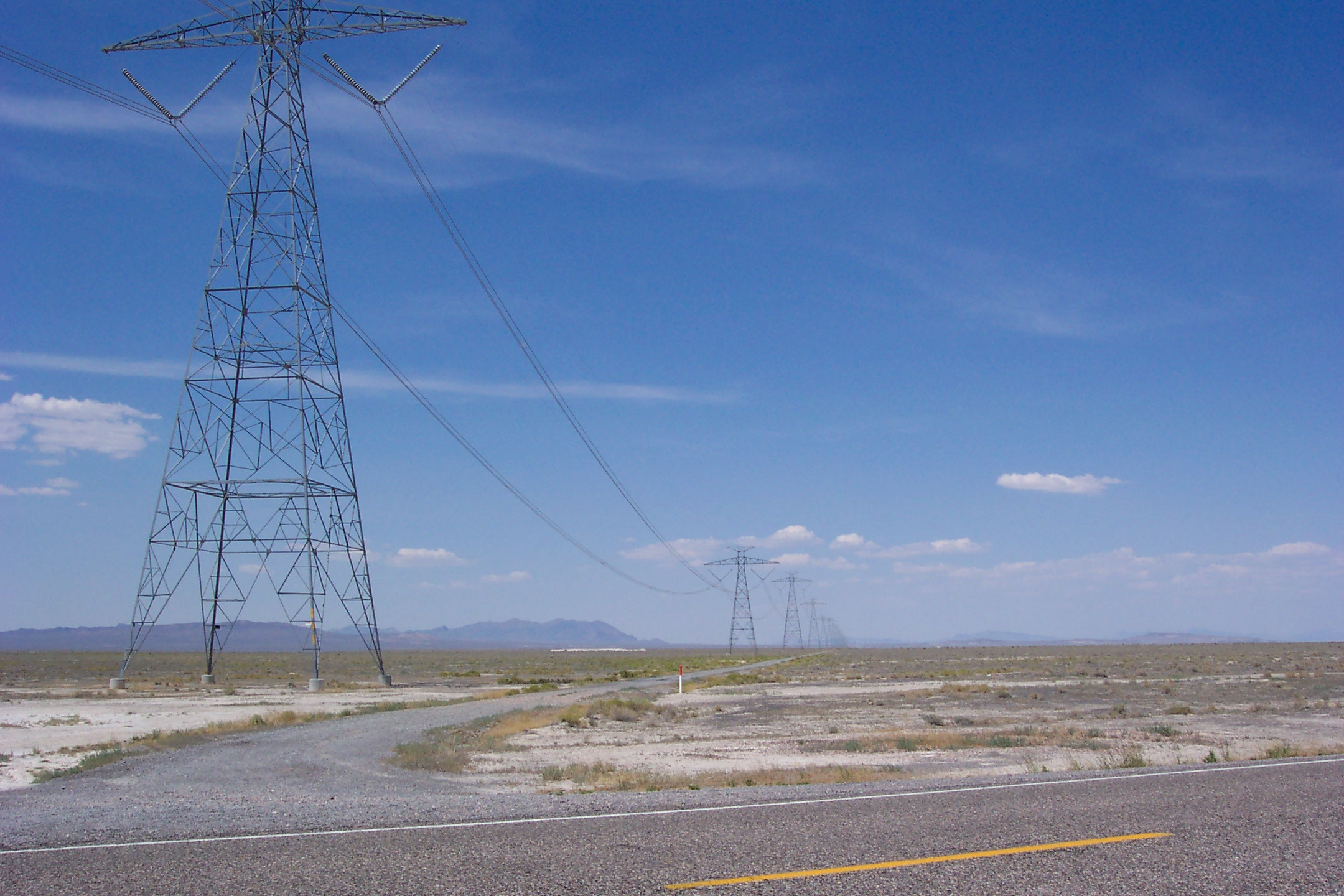
تصویر یک خط انتقال اچ‌وی‌دی‌سی در ایالات متحده. این خطوط به جای سه یا شش ردیف سیم برای انتقال از دو ردیف سیم استفاده می‌کنند

جریان مستقیم ولتاژ بالا یا اچ‌وی‌دی‌سی (به انگلیسی: High-voltage direct current (HVDC)) یک سیستم انتقال انرژی الکتریکی با ولتاژ بالا و جریان مستقیم است که برخلاف سیستم‌های رایج‌تر جریان متناوب از جریان مستقیم برای انتقال برق استفاده می‌کند. این روش راهی نوین برای انتقال انرژی الکتریکی در مقیاس‌های کلان است و در این زمینه جایگزین خوبی در مقابل روش سنتی (استفاده از جریان متناوب) به‌شمار می‌رود. فناوری ساخت این نوع سیستم به دهه ۱۹۳۰ میلادی در سوئد بازمی‌گردد. از اولین خطوط ساخته شده با این تکنولوژی می‌توان خط انتقال بین مسکو و کاشیرا در اتحاد جماهیر شوروی در سال ۱۹۵۱ میلادی و سیستم انتقال ۱۰ تا ۲۰ مگاواتی واقع در سوئد را نام برد که در سال ۱۹۵۴ میلادی به بهره‌برداری رسید.
بزرگ‌ترین خط انتقال اچ‌وی‌دی‌سی در حال حاضر خط انتقال اینگا-شابا با ظرفیت انتقال ۶۰۰ مگاوات و با طول حدود ۱۷۰۰ کیلومتر در کنگو واقع شده. این خط انتقال سد اینگا را به معدن مس شابا متصل می‌کند.

## تاریخچه
اولین روش برای انتقال انرژی الکتریکی با جریان مستقیم توسط یک مهندس سوئیسی با نام رن تئوری (به انگلیسی: Rene Thury) ارائه شد. در این سیستم با سری کردن ژنراتورها و در نتیجه جمع جبری ولتاژهای تولیدی ولتاژ افزایش می‌یافت. هر ژنراتور در جریان ثابت می‌توانست انرژی الکتریکی تا ولتاژ ۵۰۰۰ ولت تولید کنند. بعضی از ژنراتورها دارای دو ردیف کلکتور بودند تا ولتاژ وارده بر روی هر کلکتور را کاهش دهند. این سیستم در سال ۱۸۸۹ میلادی در ایتالیا به وسیله شرکت Acquedotto de Ferrari-Galliera مورد استفاده قرار گرفت. در این خط انتقال توانی برابر ۶۳۰ کیلووات با ولتاژ ۱۴ کیلوولت تا مسافت ۱۲۰کیلومتر منتقل می‌شد. سیستم Moutiers-Lyon با همان مکانیزم به وسیله هشت ژنراتور متصل شده با دو ردیف کلکتور می‌توانست ولتاژ را تا ۱۵۰ کیلوولت افزایش دهد. این سیستم از سال ۱۹۰۶ تا ۱۹۳۶ مورد استفاده قرار گرفت. دیگر سیستم‌های از این دست نیز تا دهه ۱۹۳۰ مورد استفاده قرار می‌گرفتند. عیب این سیستم‌ها در این بود که ماشین‌های گردان (مولدها و مبدل‌های گردان) به تعمیر و نگهداری زیادی نیاز داشتند و در ضمن تلفات در این ماشین‌ها زیاد بود. استفاده از ماشین‌های مشابه دیگر نیز تا اواسط قرن بیستم ادامه داشت، ولی با موفقیت کمی همراه بود.
یکی از روش‌هایی که برای کاهش ولتاژ مستقیم گرفته شده از خطوط انتقال مورد آزمایش قرار گرفت، استفاده از ولتاژ برای شارژ کردن باتری‌های سری بود. پس از شارژ شدن باتری‌ها در حالت سری آن‌ها را در حالت موازی به هم اتصال می‌دادند و از آن‌ها برای تغذیه بارها استفاده می‌کردند. با این حال از این روش فقط در دو طرح انتقال استفاده شد چراکه این روش به دلیل محدودیت ظرفیت باتری‌ها، مشکلات مربوط به تغییر وضعیت باتری‌ها از سری به موازی و پسماند انرژی در هر سیکل شارژ و دشارژ در باتری‌ها اصلاً اقتصادی نبود.
در طول سال‌های ۱۹۲۰ تا ۱۹۴۰ رفته رفته امکان استفاده از شبکه‌های کنترل شده به وسیله لامپ‌های قوس جیوه فراهم آمد. در ۱۹۴۱ در یک شبکه ۶۰ مگاوات به طول ۱۱۵ کیلومتر از لامپ‌های جیوه استفاده شد. این شبکه که یک شبکه کابلی برای تغذیه شهر برلین بود هرگز به بهره‌برداری نرسید چراکه در ۱۹۴۵ با فروپاشی آلمان نازی طرح نیمه‌کاره رها شد. توجیه استفاده از خطوط زیرزمینی دیده نشدن آن‌ها در حملات هوایی بود. با پایان یافتن جنگ جهانی دوم این طرح توجیه نظامی خود را از دست داد، تجهیزات و تأسیسات طرح نیز به شوروی برده شد و در آنجا مورد استفاده قرار گرفت.

## نگرش کلی
کابل‌های اچ‌وی‌دی‌سی اغلب در مرزهای ملی و برای مبادلات توان به کار می‌روند. اچ‌وی‌دی‌سی در اتصالات بین شبکه‌های ناسنکرون و کابل‌های زیر دریا کاربرد دارد. نیروگاه‌های بادی داخل آب نیز نیازمند کابل‌های زیر دریا هستند و توربین‌های آن‌ها نیز ناسنکرون. از خطوط انتقال اچ‌وی‌دی‌سی می‌توان در برقراری اتصالات بسیار بلند بین تنها دو نقطه استفاده کرد، برای مثال اطراف اجتماعات دور افتاده سیبری، کانادا و شمال اسکاندیناوی که در این موارد کاربرد این سیستم دارای هزینه‌های کمتر از خطوط معمولی است و منطقی به نظر می‌رسد.

### ساختار سیستم
یک اتصال اچ‌وی‌دی‌سی که در آن دو مبدل ای‌سی به دی‌سی در یک ساختمان به کار رفته‌اند و انتقال به صورت اچ‌وی‌دی‌سی تنها بین خود ساختمان وجود دارد به عنوان یک اتصال اچ‌وی‌دی‌سی پشت به پشت معروف است. این یک ساختار عمومی برای اتصال دو شبکه غیر سنکرون است.
معمول‌ترین ساختار یک اتصال اچ‌وی‌دی‌سی، اتصال ایستگاه به ایستگاه است که در آن دو ایستگاه اینورتر/یک‌سوساز توسط یک اتصال اختصاصی اچ‌وی‌دی‌سی به هم متصل می‌شوند. این اتصال شبکه‌های غیر سنکرون در خطوط انتقال طولانی و در کابل‌های زیر دریا، زیاد به کار می‌رود.
سیستم انتقال توان چند ترمینالهٔ اچ‌وی‌دی‌سی (که از سه ایستگاه یا بیشتر استفاده می‌کند) به علت هزینه‌های بالای ایستگاه‌های مبدل و اینورتر، از دو سیستم دیگر کمتر مورد استفاده قرار می‌گیرد. ساختار ترمینال‌های چندگانه می‌تواند سری یا موازی یا هیبرید (ترکیبی از سری و موازی) باشد. از ساختار موازی برای ایستگاه‌هایی با ظرفیت بالا استفاده می‌شود، در حالی که از ساختار سری برای ایستگاه‌های با ظرفیت کمتر استفاده می‌شود. سیستم‌های تک قطبی نوعاً ۱۵۰۰ مگاوات را حمل می‌کنند.
یک اتصال دوقطبی از دوسیم استفاده می‌کند، یکی در پتانسیل بالای مثبت و دیگری در پتانسیل بالای منفی. این سیستم دارای دو مزیت نسبت به اتصال تک‌قطبی است:
اول اینکه می‌تواند توانی معادل دو برابر سیستم تک‌قطبی حمل کند که نوعاً برابر ۳۰۰۰ مگاوات است (جریان یکسان است اما اختلاف پتانسیل بین سیم‌ها دوبرابر است).
دوم اینکه این سیستم می‌تواند با وجود خطا در یکی از سیم‌ها، و با استفاده از زمین به عنوان یک مسیر بازگشت به کار خود ادامه دهد.
اتصالات اچ‌وی‌دی‌سی چند ترمیناله که بیش از دو نقطه را به هم متصل می‌کنند ممکن هستند اما به ندرت یافت می‌شوند. یک مثال از این اتصالات سیستم ۲۰۰۰ مگاواتی [Hydro Quebec] Error: {{Lang}}: برچسب زبان ناشناخته: انگلیسی (راهنما) است که در سال ۱۹۹۲ میلادی افتتاح شد.
امروزه سیستم‌های انتقال اچ‌وی‌دی‌سی اهمیت ویژه‌ای دارند و به دلیل ویژگی‌های خاص آن‌ها روز به روز مورد توجه بیشتری قرار می‌گیرند. این سیستم‌ها در انتقال توان توان برای فواصل طولانی، خطوط انتقال زیرزمینی طویل و اتصال بین دو شبکهٔ قدرت بدون عبور اغتشاشات کاربرد گسترده‌ای پیدا کرده‌اند. یکی از مشکلات این خطوط قیمت بالای تجهیزات مبدل ای‌سی به دی‌سی است، با این وجود انتقال در بیش از ۶۰۰ کیلومتر و انتقال توسط کابل زیرزمینی بیشتر از ۵۰ کیلومتر، با اچ‌وی‌دی‌سی دارای توجیه اقتصادی است.

## مزایای استفاده از خطوط مستقیم در مقابل متناوب
بزرگ‌ترین مزیت سیستم جریان مستقیم، امکان انتقال مقدار زیادی انرژی در مسافت‌های زیاد است و با تلفات کمتر (در مقایسه با روش انتقال ای‌سی) است. بدین ترتیب امکان استفاده از منابع و نیروگاه‌های دور افتاده مخصوصاً در سرزمین‌های پهناور به وجود می‌آید.
برخی از شرایطی که در آن استفاده از سیستم اچ‌وی‌دی‌سی به‌صرفه‌تر از انتقال ای‌سی است عبارت‌اند از:
- کابل‌های زیرآبی، به ویژه زمانی که به علت بالا بودن میزان ظرفیت خازنی، تلفات در سیستم ای‌سی بیش از حد زیاد می‌شود. (برای مثال شبکه کابلی دریای بالتیک به طول ۲۵۰ کیلومتر بین آلمان و سوئد)
- انتقال در مسافت‌های طولانی و در مکان‌های بن‌بست به‌طوری‌که در یک مسیر طولانی شبکه فاقد هرگونه اتصال به مصرف‌کننده‌ها یا دیگر تولیدکننده‌ها باشد.
- افزایش ظرفیت شبکه‌ای که به علت برخی ملاحظات امکان افزایش سیم در آن پر هزینه یا غیرممکن است.
- اتصال دو شبکه ای‌سی ناهماهنگ که در حالت ای‌سی امکان برقراری اتصال در آن‌ها وجود ندارد.
- کاهش دادن سطح مقطع سیم مصرفی و همچنین دیگر تجهیزات لازم برای برپا کردن یک شبکه انتقال در یک توان مشخص.
- اتصال نیروگاه‌های دور افتاده مانند سدها به شبکه الکتریکی.

خطوط طولانی زیرآبی دارای ظرفیت خازنی زیادی هستند. در سیستم دی‌سی این ظرفیت خازنی تأثیر کمی بر روی عملکرد شبکه دارد اما از آنجایی که در مدارهای ای‌سی، خازن در مدار تقریباً به صورت یک مقاومت عمل می‌کند، ظرفیت خازنی در خطوط زیرآبی موجب ایجاد شدن تلفات اضافی در مدار می‌شود و این استفاده از جریان دی‌سی را در خطوط زیر آبی به صرفه می‌کند.
در حالت کلی نیز جریان دی‌سی قادر به جابجایی توان بیشتری نسبت به جریان ای‌سی است چراکه ولتاژ ثابت در دی‌سی از ولتاژ پیک در ای‌سی کمتر است و بدین ترتیب نیاز به استفاده از عایق‌بندی کمتر و همچنین فاصله کمتر در بین رساناها است که این امر موجب سبک شدن رسانا و کابل و همچنین امکان استفاده از رساناهای بیشتر در یک محیط مشخص می‌شود و همچنین هزینه انتقال به صورت دی‌سی کاهش می‌یابد.

### افزایش پایداری شبکه
از آنجایی که سیستم اچ‌وی‌دی‌سی به دو شبکه ناهماهنگ ای‌سی امکان می‌دهد تا بهم اتصال یابند، این سیستم می‌تواند موجب افزایش پایداری در شبکه شود و از ایجاد پدیده‌ای به نام «خطای آبشاری» (به انگلیسی: Cascading failure) جلوگیری کند. این پدیده زمانی به وجود می‌آید که به علت بروز خطا در قسمتی از شبکه کل یا قسمتی از بار این بخش به بخش دیگری انتقال داده می‌شود و این اضافه‌بار موجب ایجاد خطا در قسمت دیگر شده یا این بخش را در خطر قرار می‌دهد که به این ترتیب بار این بخش هم به قسمت دیگری انتقال داده می‌شود و این حالت ادامه پیدا می‌کند. مزیت شبکه دی‌سی ولتاژ بالا در این است که تغییرات در بار که موجب ناهماهنگی در شبکه‌های ای‌سی می‌شود تأثیرات مشابهی را بروی شبکه اچ‌وی‌دی‌سی نمی‌گذارد، چراکه توان و مسیر جاری شدن آن در سیستم اچ‌وی‌دی‌سی کنترل‌پذیر است و در صورت نیاز قابلیت کنترل اضافه‌بار در شبکه ای‌سی را دارد. این یکی از دلایل مهم تمایل برای ساخت این گونه شبکه‌هاست.
1. در این خطوط فقط به دو رسانا نیاز هست که یکی با ولتاژ مثبت نسبت به دیگری با ولتاژ منفی نسبت به زمین، ولی در خطوط ولتاژ-بالا AC حداقل به سه رسانا نیاز هست.
2. قابلیت اعتماد در خطوط اچ‌وی‌دی‌سی بیشتر از اچ‌وی‌ای‌سی (به انگلیسی: HVAC) است؛ زیرا با وقوع خطا در یکی از دو رسانا خط، هنوز هم می‌توان توان انتقالی را بدون هیچ گونه مشکلی از طریق رسانا دیگر منتقل نمود.
3. این خط فضای کمتری نسبت خط اچ‌وی‌ای‌سی مشابه دارد
4. به دلیل کمتر بودن تعداد رسانا نسبت به حالت ای‌سی، نیاز به پایه‌های کوچکتری است، بنابراین هزینه نصب خطوط هم کاهش می‌یابند.
5. خطوط اچ‌وی‌دی‌سی به عایق‌بندی کمتری نسبت به اچ‌وی‌ای‌سی دارد.
6. تلفات کرونا و تداخل رادیویی در اچ‌وی‌دی‌سی کمتر از اچ‌وی‌ای‌سی است، به همین دلیل کابل‌های دی‌سی ارزان‌تر از کابل‌های ای‌سی می‌باشد.
7. مشکل حفظ حالت سنکرون بین دو سیستم ای‌سی که به وسیلهٔ یک خط اچ‌وی‌دی‌سی به هم متصل شده‌اند، وجود ندارد.
8. قدرت انتقالی از یک خط دی‌سی را می‌توان به راحتی توسط تریستورهای یکسوکننده آن کنترل نمود و در یک مقدار معین، ثابت نگه داشت.
9. اگر در یکی از دو شبکه ای‌سی که با یک خط دی‌سی به هم متصل شده‌اند، اتصال کوتاهی رخ دهد، جریان اتصال کوتاه به شبکه دیگر منتقل نمی‌شود؛ زیرا عموماً جریان اتصال کوتاه، یک جریان راکتیو است که در سیستم دی‌سی جریان راکتیو منتقل نمی‌شود.
10. تلفات خطوط اچ‌وی‌دی‌سی کمتر از خطوط اچ‌وی‌ای‌سی است زیرا الف- مقاومت ای‌سی بزرگتر از مقاومت دی‌سی می‌باشد. ب- جریان راکتیو در خطوط دی‌سی وجود ندارد.
11. در خطوط اچ‌وی‌ای‌سی، قدرت انتقالی برابر است که به موجب حالت‌های گذرای موجود در این خطوط، باید زاویه S در شرایط عادی کمتر از ۳۰ درجه باشد؛ بنابراین در خطوط ای‌سی با محدودیت‌هایی در ابتدای خط و قدرت انتقالی مواجه هستیم که برای رفع این مشکل از خازن‌های سری استفاده می‌شود. اما در خطوط اچ‌وی‌دی‌سی محدودیت پایداری وجود نخواهد داشت.
12. هر چند که هزینه خطوط اچ‌وی‌دی‌سی، به دلیل هزینه‌های بالای مبدل‌های ای‌سی/دی‌سی و دی‌سی/ای‌سی بسیار زیاد است، اما برای خطوط طولانی بین ۶۰۰ تا ۹۰۰ کیلومتر و قدرت‌های بیش از ۱۰۰۰ مگاوات، هزینه‌های خطوط دی‌سی کمتر از خطوط ای‌سی خواهد بود. این موضوع برای کابل‌های دی‌سی با ارقام کمتری مواجه‌است، به‌طوری‌که برای فاصله‌های بیش از ۵۰ تا ۱۰۰ اقتصادی‌تر است.
13. در زمان اتصال دو شبکه ای‌سی آسنکرون همان‌طور که در مورد پنجم نیز ذکر شده سیستم اچ‌وی‌دی‌سی استفاده می‌شود.
14. کنترل‌پذیری جریان برق افزایش خواهد یافت. سطح مسیر نیروی برق را می‌توان بسیار دقیق و وسیع کنترل نمود.
15. وجود منابع تولید انرژی دی‌سی درشبکه
16. عدم نیاز به کنترل فرکانس مشترک در شبکه
17. استفاده از زمین به عنوان سیم برگشت
18. نبودن اثر پوستی

در خطوط اچ‌وی‌ای سی جریان به صورت یکنواخت در تماس سطح رسانا پخش نمی‌شود و چگالی جریان در لایه خارجی رسانا بیشتر است اما در خطوط اچ‌وی‌دی‌سی با داشتن جریان دی‌سی یکنواخت جریان کل سطح مقطع رسانا، دیگر اثر پوستی نداریم و از کل رسانا بهره‌برداری صورت می‌گیرد.

### علت‌های رایج‌شدن سیستم‌های ولتاژ ای‌سی
در انتقال توان الکتریکی، انتقال به روش دی‌سی بیش از آنکه یک قاعده باشد یک استثناست. محیط‌هایی وجود دارد که سیستم انتقال جریان مستقیم در آن‌ها راه حل متعارف است مانند کابل‌های زیر دریا و در اتصالات بین سیستم‌های غیر سنکرون (با فرکانس‌های مختلف). اما برای در اغلب شرایط انتقال توان به صورت جریان متناوب کماکان مناسب است.
در تلاش‌های اولیه انتقال توان الکتریکی، از جریان مستقیم استفاده می‌شد. اما به هر حال در این دوران سیستم جریان متناوب برای انتقال توان بین نیروگاه‌ها و ماشین آلات استفاده‌کننده از این انرژی بر سیستم انتقال توان جریان مستقیم فائق آمده. مزیت اصولی سیستم جریان متناوب قابلیت استفاده از ترانسفورماتور برای انتقال مؤثر سطح ولتاژ به کار رفته در توان انتقالی بود.
با توسعه ماشین‌های جریان متناوب مؤثر، مانند موتور القایی، استفاده از جریان متناوب معمول شد.
توانایی انتقال سطح ولتاژ یک امر مهم اقتصادی و فنی است که بایستی مد نظر قرار گیرد، با وجود اینکه ولتاژهای بالا سخت‌تر مورد استفاده واقع می‌شوند و خطرناک‌تر هستند، اما سطح جریان پایین‌تری که برای ولتاژهای بالا مورد نیاز است، برای یک سطح توان معین منجر به استفاده از کابل‌های کوچکتر و تلفات توان کمتری به صورت گرما می‌شود. انتقال توان همچنین می‌تواند توسط ولتاژ حداکثر محدود شود.
یک خط جریان مستقیم که در ولتاژ حداکثری برابر یک خط جریان متناوب کار می‌کند، می‌تواند توان بسیار بیشتری را به نسبت جریان متناوب تحت این محدودیت ولتاژ حمل کند؛ بنابراین با مناسب بودن ولتاژ بالا برای انتقال توان زیاد و مناسب بودن ولتاژ پایین‌تر برای بهره‌برداری‌های صنعتی و داخلی، استفاده از سیستم جریان متناوب به دلیل قابلیت تبدیل سطح ولتاژ آن به سطوح مختلف، برای انتقال توان عام شد.
هیچ وسیله معادلی برای ترانسفورماتور در جریان مستقیم وجود ندارد و بنابراین به‌کارگیری ولتاژ مستقیم بسیار مشکل‌تر است.

### مزیت‌های ولتاژ دی‌سی(high voltage DC) بر ولتاژهای اِی‌سی(high voltage AC)
علی‌رغم اینکه سیستم انتقال توان جریان متناوب پُرکاربردتر است اما در برخی از کاربردها، اچ‌وی‌دی‌سی ترجیح داده می‌شود:
- تلفات کرونا. تداخل رادیویی در اچ‌وی‌دی‌سی کم‌تر از اچ‌وی‌ای‌سی است. به همین دلیل کابل‌های دی‌سی ارزان‌تر از کابل‌های ای‌سی هستند.
- قدرت انتقالی از یک خط دی‌سی را می‌توان به راحتی توسط تریستورهای یکسوکننده آن کنترل کرد.
- تلفات خطوط دی‌سی کمتر از ای‌سی است زیرا اولا مقاومت ای‌سی>مقاومت دی‌سی. ثانیاً جریان راکتیو در خطوط دی‌سی وجود ندارد
- کابل‌های زیر دریا برای انتقال توان زیاد در مسافت‌های بلند و بدون تپ‌های میانی و در مناطق دور افتاده اقتصادی‌تر هستند. خطوط بلند زیر دریا دارای ظرفیت خازنی بالایی هستند. این امر موجب می‌شود که توان جریان متناوب به سرعت و به شدت به صورت تلفات راکتیو و دی‌الکتریک حتی در کابل‌های با طول ناچیز تلف شود.
- افزایش ظرفیت یک شبکه برق در شرایطی که نصب سیم‌های اضافی مشکل‌زا یا هزینه بردار است با اچ‌وی‌دی‌سی ممکن می‌شود. اچ‌وی‌دی‌سی می‌تواند توان بیشتری در هر رسانا انتقال دهد چرا که برای یک توان نامی ولتاژ ثابت در یک خط جریان مستقیم پایین‌تر از ولتاژ حداکثر یک خط جریان متناوب است. این ولتاژ تعیین‌کننده ضخامت عایق به کار رفته و فاصله بین رسانا هاست. این روش، استفاده از سیم‌ها و مسیرهای موجود را برای انتقال توان بیشتر در منطقه‌ای که مصرف توانش بالاتر است را ممکن می‌سازد و موجب کاهش هزینه‌ها می‌شود.
- امکان انتقال توان بین سیستم‌های توزیع غیر سنکرون جریان متناوب
- کاهش سطح مقطع سیم‌کشی و دکل‌های برق برای یک ظرفیت انتقال داده شده. اچ‌وی‌دی‌سی می‌تواند در هر رسانا توان بیشتری را * نیاز به * عایق‌بندی کمتر، چرا که برای یک توان نامی معین، و ولتاژ ثابت در یک خط جریان مستقیم پایین‌تر از حداکثر ولتاژ در یک خط جریان متناوب است. این ولتاژ ضخامت عایق و فاصله‌گذاری بین رساناها را تعیین می‌کند.

#### مزیت‌های بهداشتی احتمالی اچ‌وی‌دسی بر اچ‌وی‌اِی‌سی
برای مدتی این گمان وجود داشت که بین میدان القایی یک جریان متناوب (خصوصاً در فرکانس‌های عمومی خطوط که ۵۰ و ۶۰ هرتز است) و امراض خاصی ارتباط وجود دارد. یکی از خواص سیستم جریان مستقیم این است که دیگر چنین میدان‌های مغناطیسی متناوبی وجود ندارند. اخیراً در مطالعات آزمایشگاهی نشان داده شده‌است که چنین میدان‌های تناوبی منجر به افزایش اشباع رادیکال‌های آزاد در جرم خون حیوانات می‌شود (این افزایش می‌تواند توسط آنتی اکسیدان‌ها جلوگیری شود). رادیکال‌های آزاد به عنوان علل احتمالی تعدادی از بیماری‌ها شناخته شده‌اند. مزایای این سیستم تنها شامل آن‌هایی می‌شود که در معرض خطوط انتقال زندگی می‌کنند چرا که مشکلات احتمالی میدان‌های مغناطیسی با انتقال جریان متناوب جریان زیاد و نیز ترانسفورماتورها، موتورها و ژنراتورهای مرتبط با این جریان و حتی وسایل خانگی عادی مانند ماشین اصلاح الکتریکی با سیم‌پیچ و (خصوصاً) مسواک‌های الکتریکی که به صورت القایی شارژ می‌شوند، ارتباط دارد.

## کاربردهای ولتاژ بالای دی‌سی
- انجام کارهای تحقیقاتی و مطالعاتی بر روی عایق‌ها
- در فیزیک برای شتاب دهنده‌ها (به‌طور مثال برای شتاب دادن پروتون یا الکترون در تلویزیون)
- در پزشکی برای تولید اشعه ایکس
- در صنایع برای پالایش دود خروجی نیروگاه‌های حرارتی و کارخانه‌های سیمان و پاشیدن رنگ
- در مخابرات برای دستگاه‌های پخش تلویزیونی
- برای آزمایش کابل فشار قوی ای‌سی با طول زیاد (در صورت آزمایش با برق ای‌سی ظرفیت خازنی کابل به علت طول زیاد آن بالا رفته و جریان زیادی نیاز خواهیم داشت

## معایب
مهم‌ترین عیب این سیستم گران بودن مبدل‌ها و همچنین محدودیت آن‌ها در مقابل اضافه‌بارها است همچنین در خطوط کوتاه تلفات به وجود آمده در مبدل‌ها از یک شبکه ای‌سی با همان طول بیشتر است، بنابراین این سیستم در مسافت‌های کوتاه کاربردی ندارد یا ممکن است صرفه‌جویی به وجود آمده در تلفات نتواند هزینه بالای نصب مبدل‌ها را جبران کند.
در مقایسه با سیستم‌های ای‌سی، کنترل این سیستم در قسمت‌هایی که شبکه دارای اتصالات زیادی است خیلی پیچیده‌است. کنترل توان جاری در یک شبکه پر اتصال دی‌سی نیازمند ارتباط قوی بین تمامی اتصال‌هاست چراکه همواره باید توان جاری در شبکه کنترل شود.
- مبدل‌های گران‌قیمت: در هریک از دو انتهای خطوط انتقال اچ‌وی‌دی‌سی نیاز به مبدل‌های گران‌قیمت است.
- توان راکتیو درخواستی: کانورترها نیاز به توان راکتیو دارند. هم مبدل ای‌سی به دی‌سی و هم در مبدل دی‌سی به ای‌سی، در هر کدام از کانورترها توان راکتیو تلف می‌شود. در حالت ماندگار توان مصرفی حدود ۵۰ درصد توان اکتیو انتقالی است. در حالت گذرا این مقدار ممکن ا ست بسیار بیشتر باشد؛ بنابراین منابع توان راکتیو نزدیک کانورترها مورد استفاده قرار می‌گیرند. منابع توان راکتیو در سیستم‌های فشارقوی جریان متناوب معمولاً به صورت خازن‌های موازی هستند و بسته به تقاضای وارد بر خط ارتباطی جریان مستقیم و بر سیستم جریان متناوب، بخشی از منبع توان راکتیو ممکن است به صورت کندانسور سنکرون با جبرانگر استاتیکی توان راکتیو مورد نیاز را فراهم می‌آورند.
- تولید هارمونیک‌ها: ایجاد هارمونیک توسط کانورترها در ولتاژها و جریان‌ها، ممکن است موجب اضافه حرارت خازن‌ها و ژنراتورهای نزدیک شود. هارمونیک‌ها همچنین ممکن است موجب تداخل با سیستم‌های مخابرات شود، از این رو در هر دو طرف جریان متناوب و مستقیم از فیلتر استفاده می‌گردد.
- مشکل در کلیدهای قدرت: می‌دانیم که در بازشدن کلید، قوس الکتریکی ایجاد می‌شود و بر اثر دور شدن کنتاکت‌ها از یکدیگر طول قوس بزرگتر می‌شود. در جریان متناوب در هر نیم پریود جریان صفر می‌شود. در این لحظه قوس سرد شده، امکان خاموش شدن آن وجود دارد. برای سرد شدن قوس از روغن یا گاز اس‌اف‌سیکس کمک می‌گیرند. در جریان دائم جریان صفر نمی‌شود، لذا قوس الکتریکی بین کنتاکت‌ها را نمی‌توان خاموش کرد، آزمایش‌هایی برا خاموش کردن قوس دائم با ولتاژ فشار قوی، از راه‌های مختلف انجام شده‌است ولی به مرحلهٔ استفاده صنعتی نرسیده‌است. پس در حالت کلی کلید برای جریان دائم وجود ندارد به‌طوری‌که نمی‌توان یک شبکه فشار قوی دائم ساخت و خطوط را به انتها ولتاژ دائم به متناوب و متناوب به دائم تبدیل می‌شود.
- مشکل در تبدیل سطوح ولتاژ: از نقایص خطوط اچ‌وی‌دی‌سی یکی این است که باید از ولتاژ ای‌سی، ولتاژ دی‌سی شده ساخت و هنوز ژنراتور فشارقوی ولتاژ دائم با قدرت کافی ساخته نشده‌است. دیگر آن که تبدیل ولتاژ که در جریان متناوب با ترانسفورماتور انجام می‌شود در جریان دائم امکان‌پذیر نیست و در حالت دی‌سی ترانسفورماتور عمل افزایش یا کاهش را به دلیل صفر بودن تغییرات شار در حالت دی‌سی نمی‌تواند انجام دهد.

## هزینه‌های مربوط به انتقال دی‌سی
شرکت‌های بزرگ ایجادکننده این گونه خطوط مانند ای‌بی‌بی یا زیمنس هزینه مشخصی از اجرای طرح‌های مشابه در مناطق مختلف اعلام نکرده‌اند چراکه این هزینه بیشتر یک توافق بین طرفین است. از طرف دیگر هزینه اجرای این گونه طرح‌ها به‌طور گسترده‌ای به خصوصیات پروژه مانند: میزان توان شبکه، طول خطوط، نوع شبکه (هوایی یا زیرزمینی)، قیمت زمین در منطقه مورد بحث و… بستگی دارد.
با این حال برخی از شاغلین در این زمینه اطلاعاتی را بروز داده‌اند که می‌تواند قابل اعتماد باشد. برای خط انتقال ۸ مگاواتی کانال انگلستان(به انگلیسی: English Channel) با طول تقریبی ۴۰ کیلومتر، هزینه مربوط به قرار داد اولیه به تقریباً به صورت زیر است: (جدای از هزینه‌های مربوط به عملیات آماده‌سازی ساحل، هزینه‌های مربوط به مالکیت زمین‌ها، هزینه بیمه مهندسین و…)
- پست‌های مبدل، باهزینه تقریبی ۱۱۰ میلیون پند
- کابل زیرآبی+ نصب، با هزینه تقریبی ۱ میلیون پند به ازای هر کیلومتر

بنابراین برای احداث شبکه انتقال ۸ گیگاواتی در چهار خط، هزینه‌ای تقریبی برابر ۷۵۰ میلیون پند نیاز است که باید دیگر هزینه‌های مرتبط با ساخت و بهره‌برداری خط به ارزش ۲۰۰ تا ۳۰۰ میلیون پند را هم به آن اضافه کرد.

## اتصالات در سامانه ای‌سی
خطوط انتقال ای‌سی تنها می‌توانند به خطوط ای‌سی که دارای فرکانس برابر و تطابق زمانی یا فازی هستند متصل شوند. خیلی از شبکه‌هایی که به ایجاد اتصال تمایل دارند (مخصوصا شبکه‌های متعلق به دو کشور متفاوت) دارای شبکه‌های ناهماهنگ هستند. شبکه سراسری انگلستان و دیگر کشورهای اروپایی با فرکانس ۵۰ هرتز کار می‌کنند اما هماهنگ نیستند یا برای مثال در کشوری مثل ژاپن شبکه‌ها ۵۰ یا ۶۰ هرتز هستند. در سراسر جهان مثال‌های زیادی از این دست وجود دارد. در این حالت اتصال شبکه‌ها به صورت ای‌سی غیرممکن یا پرهزینه‌است، اما در سیستم اچ‌وی‌دی‌سی امکان ایجاد اتصال بین شبکه‌های این چنینی وجود دارد.
این امکان وجود دارد که ژنراتورهای وصل شده به یک شبکه انتقال بلند ای‌سی دچار بی‌ثباتی شده و موجب اختلال در هماهنگی شبکه شوند. سیستم اچ‌وی‌دی‌سی استفاده از ژنراتورهای نصب شده در مناطق دورافتاده را عملی می‌کند. ژنراتورهای بادی مستقر در مناطق دور افتاده با استفاده از این سیستم می‌توانند بدون اینکه خطر ایجاد ناهماهنگی در شبکه به وجود آورند به شبکه اتصال یابند.
به‌طورکلی گرچه اچ‌وی‌دی‌سی امکان اتصال دو شبکه متفاوت ای‌سی را فراهم می‌کند اما هزینه ماشین‌آلات و تجهیزات مبدل از ای‌سی به دی‌سی و برعکس واقعاً قابل توجه‌است، بنابراین استفاده از این سیستم بیشتر در شبکه‌هایی که توجیه اقتصادی داشته باشد انجام می‌گیرد (مسافت دارای توجیه‌پذیری اقتصادی در سیستم اچ‌وی‌دی‌سی برای خطوط زیر آبی در حدود ۵۰ کیلومتر و برای شبکه‌های هوایی بین ۶۰۰ تا ۸۰۰ کیلومتر است).

### اتصالات بین شبکه‌های جریان متناوب
با به‌کارگیری ترانسفورماتور، تنها شبکه‌های جریان متناوب سنکرون را می‌توان به هم متصل کرد؛ یعنی شبکه‌هایی که با سرعت یکسان و فاز مشابه نوسان می‌کنند. بسیاری از مناطقی که مایل به اشتراک‌گذاشتن توان‌هایشان هستند دارای شبکه‌ای غیر سنکرون هستند. ارتباطات جریان مستقیم به چنین مناطقی این امکان را می‌دهد که به هم متصل شوند. سیستم‌های جریان مستقیمی که بر پایه ترانزیستورهای آی‌جی‌بی‌تی هستند اتصال سیستم‌های غیر سنکرون جریان متناوب را ممکن می‌سازند و نیز امکان کنترل ولتاژ متناوب و عبور توان راکتیو را فراهم می‌آورند. حتی یک شبکه سیاه را می‌توان به این روش به شبکه مورد نظر متصل کرد.
سیستم‌های تولید توان نظیر باتری‌های فتوولتاییک تولید جریان مستقیم می‌کنند. توربین‌های آبی و بادی تولید جریان متناوبی در فرکانسی وابسته به سرعت شاره‌ای که آن را به حرکت درمی‌آورد، می‌کنند. در حالت اول جریان مستقیم ولتاژ بالا را می‌توان مستقیماً برای انتقال توان به کار برد. در حالت دوم ما دارای یک سیستم غیر سنکرون هستیم که به همین دلیل پیشنهاد می‌شود که از یک اتصال جریان مستقیم استفاده کنیم. در هر یک از این حالات ممکن است تشخیص داده شود که انتقال اچ‌وی‌دی‌سی مستقیماً از نیروگاه تولیدکننده به کار ببرند، به ویژه در صورتی که سیستم در مناطق نامساعد قرار داشته باشد.
به‌طور کلی یک خط توان اچ‌وی‌دی‌سی دو منطقه جریان متناوب از شبکه توزیع برق را به هم متصل می‌کند.
ابزارهای تبدیل جریان متناوب به جریان مستقیم گران هستند و هزینه قابل توجهی را در انتقال توان به خود اختصاص می‌دهند. تبدیل از جریان متناوب به جریان مستقیم را یکسوسازی و تبدیل از جریان مستقیم به جریان متناوب را اینورژن می‌نامند. برای فاصله‌ای بیش از یک فاصله معین (که حدود ۵۰ کیلومتر برای کابل‌های زیر دریا و احتمالاً ۶۰۰ تا ۸۰۰ کیلومتر برای کابل‌های هوایی است) کاهش هزینه ناشی از به‌کارگیری تجهیزات الکترونیک قدرت برای سیستم جریان مستقیم از هزینه این تجهیزات بیشتر است و عملاً به کاربری این سیستم در خطوط هوایی بسیار بلند مقرون به صرفه‌است. چنین فاصله‌ای که در آن هزینه‌ها با درآمدها برابر می‌شود را یک فاصلهٔ سر به سر (مساوی) می‌نامند. علم الکترونیک همچنین اجازه می‌دهد که توسط کنترل اندازه و جهت جریان توان، شبکه برق را مدیریت کنیم؛ بنابراین یک مزیت اضافی وجود ارتباطات اچ‌وی‌دی‌سی پایداری افزایش یافته بالقوه در شبکه انتقال است.

### یکسوسازی و اینورت کردن
سیستم‌های اولیه از یکسوسازهای آرک-جیوه استفاده می‌کردند که قابل اعتماد نبودند. برای اولین بار شیرهای تریستوری در ۱۹۶۰میلادی به کار گرفته شدند. تریستور یک نیمه‌رسانا حالت جامد مشابه دیود است اما با یک ترمینال کنترلی اضافی که از آن در یک لحظه معین در سیکل جریان متناوب برای دادن فرمان به تریستور استفاده می‌شود. امروزه از ترانزیستور دو قطبی گیت عایق شده (آی‌جی‌بی‌تی) نیز به جای تریستور استفاده می‌شود. به دلیل اینکه ولتاژ در اچ‌وی‌دی‌سی گهگاه حول ۵۰۰ کیلوولت است و از ولتاژ شکست دستگاه‌های نیمه‌رسانا بیشتر است، مبدل‌های اچ‌وی‌دی‌سی با استفاده از تعداد زیادی نیمه‌رسانا ساخته می‌شوند که سری شده‌اند. با این کار عملاً ولتاژی که روی هر نیمه رسانا می‌افتد کاهش می‌یابد و می‌توان از نیمه رساناهای با ولتاژ شکست پایین‌تر که ارزان‌تر نیز هستند استفاده کرد. برای دادن فرمان به تریستورها نیاز به یک مدار فرمانی داریم که با ولتاژ-پایین کار می‌کند و می‌بایست از مدار ولتاژ بالای سیستم جدا شود. این کار معمولاً به صورت اپتیکی یا نوری انجام می‌شود. در یک سیستم کنترل هایبرید تجهیزات الکترونیکی ولتاژ پایین پالس‌های نوری را در طول فیبرهای نوری به بخش ولتاژ بالا کنترل الکترونیکی ارسال می‌کنند. یک عنصر کلیدزنی کامل بدون در نظر گرفتن ساختارش عموماً یک شیر خوانده می‌شود.

## مبدل‌ها

### سیستم‌های یکسوسازی و اینورتری
یکسوسازی و اینورژن اساساً یک مکانیزم را دارا هستند. بسیاری از پست‌های برق بگونه‌ای ساخته شده‌اند تا بتوانند هم به صورت یکسوساز و هم به صورت اینورتر عمل کنند. در سر جریان متناوب یک دسته از ترانسفورماتورها قرار داده می‌شوند که اغلب سه ترانسفورماتور تک‌فاز جدا از هم هستند که ایستگاه مورد نظر را از تغذیه جریان متناوب جدا می‌کنند تا بتوانند یک زمین محلی را ایجاد کنند و نیز یک ولتاژ مستقیم نهایی صحیح را تضمین کنند. سپس خروجی این سه ترانسفورماتور به یک پل یکسوساز شامل تعدادی شیر وصل می‌شود. ساختار اصلی شامل شش شیر است که هر سه شیر هر سه فاز را به یکی از دو سر ولتاژ مستقیم وصل می‌کند. اما به هر حال در این سیستم، به دلیل اینکه هر ۶۰ درجه یک تغییر فاز داریم یا به عبارتی یک ولتاژ شش پالسه داریم، هارمونیک‌های این ولتاژ هم قابل ملاحظه‌اند.
یک ساختار بهبود یافته این سیستم از ۱۲ شیر (که اغلب به عنوان سیستم ۱۲ شیره شناخته شده) استفاده می‌کند. در این سیستم جریان متناوب ورودی را قبل از ترانسفورماتورها به دو بخش تقسیم می‌کنیم. یک بخش را به یک اتصال ستاره از ترانسفورماتورها اعمال می‌کنیم و بخش دیگر را به یک اتصال مثلث از ترانسفورماتورها در نظر می‌گیریم. در این صورت شکل موج خروجی این دو ترانسفورماتور سه‌فاز با هم ۳۰ درجه اختلاف فاز خواهد داشت. حال ۱۲ شیری که داریم هر یک از این دو دسته سه فاز را به ولتاژ مستقیم وصل می‌کنند و در این صورت هر ۳۰ درجه یک تبدیل فاز خواهیم داشت، یا یک ولتاژ ۱۲ پالسه خواهیم داشت که این به معنی کاهش قابل ملاحظه هارمونیک‌ها است. علاوه بر تغییر دادن ترانسفورماتورها و شیرها، می‌توان توسط اجزا راکتیو، پسیو و مقاومتی مختلفی برای حذف هارمونیک‌های موجود بر روی ولتاژ مستقیم استفاده کرد.

#### اجزای مبدل‌ها
در گذشته مبدل‌های اچ‌وی‌دی‌سی از یکسوکننده‌های قوس جیوه که غیرقابل اطمینان بودند، برای انجام یکسوسازی استفاده می‌کردند و هنوز هم استفاده از این یکسوسازها در برخی مبدل‌های قدیمی ادامه دارد. از درگاه‌های تریستور اولین بار در دهه ۱۹۶۰ برای یکسوسازی استفاده شد. تریستور نوعی قطعه نیمه‌رسانا شبیه دیود است، با این تفاوت که دارای یک پایه اضافی برای کنترل جریان عبوری است. امروزه از آی‌جی‌بی‌تی که نوعی تریستور است نیز برای یکسوسازی استفاده می‌شود. این قطعه دارای قابلیت‌های بهتری از تریستورهای عادی است و کنترل آن آسان‌تر است که این قابلیت‌ها موجب کاهش قیمت تمام شده یک درگاه می‌شود.
از آنجایی که ولتاژ استفاده شده در سیستم اچ‌وی‌دی‌سی در بسیاری موارد از ولتاژ شکست انواع نیمه‌رساناها بیشتر است، برای ساخت مبدل‌های اچ‌وی‌دی‌سی از تعداد زیادی قطعات نیمه رسانا به صورت سری استفاده می‌کنند.
سیستم کنترل ولتاژ که با ولتاژ نسبتاً پایینی کار می‌کند و وظیفه انتقال دستورها قطع یا وصل را به دیگر اجزا دارد باید به‌طور کامل از قسمت ولتاژ بالا جدا شود. این کار عموماً با استفاده از سیستم‌های نوری انجام می‌پذیرد. در یک سیستم کنترل مرکب، قسمت کنترل برای انتقال دستورها از پالس‌های نوری استفاده می‌کند. عمل حمل این پالس‌ها به وسیله فیبرهای نوری انجام می‌گیرد.
عنصر کاملاً کنترل شده را بدون توجه به اجزای تشکیل دهنده، «درگاه» (والو) می‌نامند.

#### سامانه مبدل ای‌سی به دی‌سی و برعکس
در سیستم اچ‌وی‌دی‌سی تبدیل از ای‌سی به دی‌سی و بر عکس تقریباً با تجهیزات مشابهی انجام می‌شود و در بسیاری پست‌های تبدیل، تجهیزات طوری نصب می‌شوند که بتوانند هر دو نقش را داشته باشند. قبل از وصل جریان ای‌سی به تجهیزات یکسوسازی ورودی مبدل از تعدادی ترانسفورماتور (ترانسفورماتور سربه‌سر) عبور می‌کند و سپس خروجی آن‌ها به درگاه‌های یکسوسازی وارد می‌شود. دلیل استفاده از این ترانسفورماتورها ایزوله کردن پست تبدیل از شبکه ای‌سی و به وجود آوردن زمین (به انگلیسی: Earthing) داخلی است. در پست تبدیل وظیفه اصلی بر عهده درگاه‌هاست. در ساده‌ترین حالت یک یکسوساز از شش درگاه تشکیل شده‌است که دو به دو به فازهای ای‌سی متصل شده‌اند. ساختمان یکسوساز به صورتی است که هر درگاه در هر سیکل تنها در طول ۶۰ درجه رسانا است و به این صورت وظیفه انتقال توان در هر سیکل ۳۶۰ درجه‌ای به‌طور مساوی بین شش درگاه تقسیم می‌شود.
با افزایش درگاه‌ها تا ۱۲ عدد می‌توان یکسوساز را طوری طراحی کرد که هر ۳۰ درجه درگاه‌ها عوض شوند و بدین ترتیب ظرفیت یکسوسازی هر درگاه افزایش می‌یابد و هارمونیک‌های تولیدی یکسوساز به شدت کاهش می‌یابند.

## دستگاه میگر HVDC Tester
میگر دستگاهی است که برای اندازه‌گیری مقاومت‌های بسیار زیاد استفاده می‌شود. روش عملکرد این دستگاه شبیه به اهم‌متر است با این تفاوت که به جای چند ولت چند کیلوولت بر روی قطعه مورد آزمایش اعمال کرده و در نتیجه قادر است مقاومت‌های بسیار بالاتر را با دقت بهتر نشان بدهد.
از طرفی این دستگاه قادر است نشت عایقی را که در اثر تغییر خواص مواد عایقی (به‌طور مثال کابل فشارقوی یا مقره‌ها) را عیان نماید.
قبل از راه‌اندازی شبکه‌های فشار متوسط، لازم است آن را مورد تست قرار داد. با توجه به توان کم این دستگاه در صورت خرابی شبکه هم آسیب زیادی به قطعات معیوب وارد نشده و هم شبکه از تنش حاصل از قطع و وصل کلیدزنی‌های نابجا در امان خواهد بود.

### اصول عملکرد دستگاه
این دستگاه با استفاده از برق ۱۲ ولت یک باتری شارژی کار کرده و با تبدیل آن توسط مدار سوئیچینگ و کنترل‌های پیوسته ولتاژی مناسب با میزان تنظیم شده توسط کاربر تولید می‌نماید.
این ولتاژ توسط مدارهای کنترل جریان به شدت و سرعت کنترل می‌شود به‌طوری‌که به محض افزایش جریان از حد مجاز یا اتصال کوتاه به سرعت ولتاژ مورد نظر تا حد مورد اطمینان کاهش می‌یابد. این عمل برای حفاظت سیستم‌های درونی و همچنین قطعات مورد آزمایش می‌باشد.

### کاربردها و توانمندی‌های HVDC TESTER
- جلوگیری از سوئیچینگ‌های مکرر در شبکه هنگام عیب‌یابی
- تست‌های فشارقوی در مورد تعمیرات در شبکه قبل از اتصال برق اصلی به سیستم جهت اطمینان از عملکرد صحیح سیستم
- جلوگیری از استهلاک تجهیزات گرانقیمت (ماشین‌های عیب‌یاب) در مانورهای مکرر و متوالی
- تست‌های خطوط هوایی و عیب‌یابی در شبکه
- بازبینی و نظارت مستمر در سیستم‌های ولتاژ بالا
- بالا بردن عمر مفید تجهیزات مصرفی در خطوط هوایی
- تست‌های استقامت عایقی دی‌سی جهت راه‌اندازی شبکه‌های توزیع
- آزمایش‌ها عایق‌بندی ژنراتورها و الکتروموتورهای فشارقوی
- تشخیص سلامت عایق هنگام انجام تعمیرات روی کابل‌های زمینی
- آزمایش مفصل‌بندی و سرکابلهای فشارقوی
- امکان بازبینی و تست‌های نظارتی هنگام تحویل و دریافت کالا از انبار تجهیزات

### معرفی تجهیزات دستگاه
- کلید اصلی دستگاه. حالت ۱: تغذیه خارجی V DC۱۲ (باتری اتومبیل) حالت ۲: تغذیه داخلی (باتری داخلی)
- ولوم تنظیم ولتاژ خروجی؛
- ولوم تنظیم زمان (تایمر)
- نمایشگر ولتاژ خروجی
- نمایشگر جریان خروجی مدار ولتاژ بالا
- کلید فشاری روشن کردن خروجی فشارقوی
- کلید فشاری خاموش نمودن فشارقوی دارای لامپ نمایشگر روشن بودن دستگاه ([HV ON] Error: {{Lang}}: برچسب زبان ناشناخته: انگلیسی (راهنما)) به همراه فیوز ۲ آمپر
- کلید تنظیم رنج آمپرمتر
- ورودی تغذیه ۱۲ولت بیرونی
- ریست تایمر
- نمایشگر شارژ باتری
- فیوز تغذیه بیرونی
- خروجی فشارقوی
- اتصال زمین
- ورودی ۲۲۰ولت شارژ داخلی